# Gens Cedícia
La gens Cedícia (en llatí: gens Caedicia) va ser una família o gens romana d'origen plebeu. El primer personatge conegut amb aquest nom va ser un Cedici (Caedicius) que era tribú de la plebs l'any 475 aC.
El primer que va obtenir el consolat va ser Quint Cedici Noctues l'any 289 aC. L'únic cognom que consta en aquesta gens és Noctues (Noctua). Van pràcticament desaparèixer al final de la República però Juvenal menciona dues persones amb aquest cognom.